# Ryszard III York
Ryszard III, ang. Richard III (ur. 2 października 1452, zm. 22 sierpnia 1485) – król Anglii od 1483 r. (koronowany 6 lipca), najmłodszy syn Ryszarda Plantageneta, 3. księcia Yorku, i Cecylii Neville, córki 1. hrabiego Westmorlandu. Młodszy brat króla Edwarda IV. Przez krótki czas w 1483 r. lord protektor i regent Królestwa w imieniu małoletniego bratanka Edwarda V.
Oskarżany o zamordowanie w Tower of London króla Edwarda V i jego młodszego brata, Ryszarda, a także o przywłaszczenie sobie korony. Zginął pod Bosworth w przegranej bitwie z wojskami Henryka Tudora, pretendenta do tronu.

## Brat króla
Urodził się w zamku Fotheringhay w hrabstwie Northamptonshire, nieopodal Peterborough. Tam też spędził pierwsze 7 lat życia. Był bardzo chorowitym dzieckiem, nadworny poeta księcia Yorku układając wiersze o książęcej rodzinie pisał o małym księciu tylko Ryszard żyw jeszcze. Jego ojciec był pretendentem do angielskiej korony i walczył z lancasterskim królem Anglii, Henrykiem VI. W 1459 r. książę Yorku przegrał bitwę pod Ludford Bridge i musiał uciekać do Irlandii. Jego żona Cecylia i jej najmłodsze dzieci, w tym Ryszard, znalazły się w Londynie pod kuratelą Lancasterów. Rok później książę Yorku powrócił, pokonał przeciwników i uwolnił rodzinę. 30 grudnia 1460 r. zginął jednak w bitwie pod Wakefield. Wówczas Ryszard wraz ze swoim starszym bratem Jerzym został wysłany do Burgundii na dwór księcia Filipa III.
Wiosną 1461 r. najstarszy brat Ryszarda, hrabia Marchii, pokonał wojska lancasterskie pod Mortimer’s Cross i Towton i został królem Anglii jako Edward IV. Natychmiast po objęciu tronu sprowadził do Anglii swoich młodszych braci, którzy towarzyszyli mu we wjeździe do Londynu 26 kwietnia 1461 r. Rychło obaj bracia zostali kawalerami Orderu Łaźni. 1 listopada 1461 r. Ryszard został mianowany księciem Gloucester (kilka dni wcześniej Jerzy został księciem Clarence). Przez następne 3 lata Ryszard przebywał w Middleham w zamku swojego kuzyna, hrabiego Warwick, głównego stronnika Edwarda IV. Tam oddawał się z zapamiętaniem ćwiczeniom rycerskim, co sprawiło, że miał bardziej rozwinięte mięśnie prawej ręki. Podczas pobytu w Middleham poznał Francisa Lovella, swojego wieloletniego przyjaciela i wiernego stronnika. Poznał też żonę Warwicka Anne de Beauchamp (córkę 13. hrabiego Warwick) oraz jedną z jego córek, Annę, swoją przyszłą żonę.
W latach 1461 i 1464 r. Ryszard był komisarzem królewskim, odpowiedzialnym za zaciągi w hrabstwach północno-zachodnich. W 1462 r. został Lordem Wielkim Admirałem. Towarzyszył bratu podczas kampanii przeciwko Lancasterom w latach 1464–1465. W 1466 r. został kawalerem Orderu Podwiązki. W tym samym czasie doszło do zerwania przyjaźni między Edwardem IV a hrabią Warwickiem (Warwick chciał ożenić króla z jedną z francuskich księżniczek, ale król poślubił szlachciankę Elżbietę Woodville). Hrabia poczuł się również zawiedziony tym, że Edward IV nie stał się marionetką w jego rękach. Zaczął spiskować przeciwko królowi i przeciągnął na swoją stronę ambitnego i próżnego księcia Clarence, którego ożenił ze swoją córką, Izabelą. Próbował również przeciągnąć na swoją stronę Ryszarda, ale książę Gloucester pozostał wierny swojemu bratu, choć też nie darzył sympatią krewniaków królowej, którzy po ślubie rozpanoszyli się na dworze.
Do rebelii doszło w 1469 r. Warwickowi i Clarence’owi udało się nawet pojmać Edwarda IV i osadzić go w zamku Middleham, ale szybka reakcja Ryszarda doprowadziła do uwolnienia króla. Za zasługi Ryszard został dożywotnim konstablem Anglii i reprezentantem króla w Walii, gdzie rychło stłumił rebelię dwóch walijskich szlachciców, Morgana ap Thomasa ap Griffitha i Henry’ego ap Thomasa ap Griffitha. Edward wybaczył także spiskowcom, ale ci dalej wichrzyli. Król stracił w końcu cierpliwość i kazał im się stawić przed swoim obliczem pod groźbą surowej kary. Wówczas Warwick i Clarence uciekli do Francji, gdzie doszli do porozumienia z Małgorzatą Andegaweńską. Jesienią 1470 r. Warwick powrócił do Anglii i przywrócił tron Henrykowi VI. Edward i Ryszard uciekli do Burgundii. Tam przy wsparciu Karola Zuchwałego czynili przygotowania do powrotu.
Król z bratem wrócili do Anglii 14 marca 1471 r. Wylądowali w Yorkshire, po czym ruszyli na Londyn, zdobywając miasto. Na stronę króla przeszedł również książę Clarence. Następnie król ruszył przeciwko Warwickowi, który obozował w Coventry. Do bitwy doszło 14 kwietnia 1471 r. pod Barnet. Ryszard dowodził wówczas prawym skrzydłem armii yorkistowskiej. W ciemności ustawił swoje oddziały w taki sposób, że kiedy rankiem ruszył do ataku okazało się, że przed jego liniami znajdują się bagna (bagna owe zmusiły Warwicka do przesunięcia swoich wojsk w taki sposób, że również jego prawe skrzydło idąc do ataku nie spotkało nieprzyjaciół). Wojska Ryszarda wykonały zwrot i uderzyły z flanki na lewe skrzydło Lancasterów dowodzone przez księcia Exeter. Zaskoczony książę zdołał jednak ustawić swoje wojska naprzeciw Ryszarda i utrzymał pozycję. Walki były na tym odcinku zaciekłe, ale losy bitwy rozstrzygnęły się na drugim krańcu pola bitwy, gdzie lancasterskie prawe skrzydło (dowodzone przez hrabiego Oxford) odrzuciło lewe skrzydło Yorków (dowodzone przez lorda Hastingsa). Wracający z pogoni ludzie Oxforda zostali omyłkowo ostrzelani przez swoje własne centrum. Wybuchła panika i oddziały lancasterskie rzuciły się do ucieczki. Warwick zginął na polu bitwy.

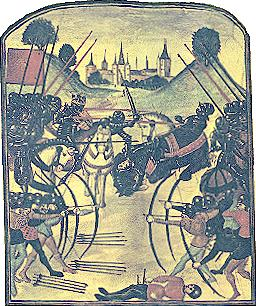
Bitwa pod Tewkesbury

Edward IV wycofał się do Londynu, gdy przyszły wieści, że w dniu bitwy pod Barnet w Anglii wylądowała królowa Małgorzata z synem, Edwardem. Król ruszył przeciwko nim. Do bitwy doszło 4 maja pod Tewkesbury. Ryszard dowodził tam lewym skrzydłem, za przeciwnika mając prawe skrzydło Lancasterów dowodzone przez księcia Somerset. Somerset próbował obejść pozycje Ryszarda i uderzyć z flanki, ale szybko zareagował król Edward IV, który wysłał bratu posiłki, dzięki którym odparł on Somerseta i poważnie uszczuplił jego siły. Wówczas wściekły Somerset podjechał do dowodzącego lancasterskim centrum lorda Wenlocka i zarzucając mu zdradę ciął go mieczem w głowę. Na widok mordujących się wzajemnie dowódców lancasterska armia straciła ducha walki i rzuciła się do ucieczki. Zginęli Somerset i książę Edward Westminster, a królowa Małgorzata dostała się do niewoli. To była ostatnia na długi czas próba odzyskania tronu Anglii przez Lancasterów.

## Namiestnik Północy
Zwycięskie armie Yorków powróciły następnie do Londynu. Król powierzył jeszcze Ryszardowi ostatnie zadanie tej kampanii, czyli przepędzenie Bastarda Fauconberga, który na czele lancasterskiej floty zagrażał stolicy. Ryszard stanął na wysokości zadania i szybko zniszczył lancasterską flotę. Bastard Fauconberg ukrywał się jeszcze przez kilka miesięcy, ale został pojmany i ścięty we wrześniu 1471 r. Ryszard znalazł się w Londynie i zdążył wziąć udział w naradzie, na której zadecydowano o losach osadzonego w Tower of London Henryka VI. Ryszard, jako konstabl Anglii, zawiózł do Tower wyrok śmierci na byłego króla. Późniejsza historiografia Tudorów wprost oskarżała Ryszarda o zamordowanie Henryka.
Wkrótce potem Ryszard poprosił brata o zgodę na ślub. Jego wybranką była Anna Neville, córka Warwicka i szwagierka Clarence’a. Anna została w 1470 r. poślubiona księciu Edwardowi, który zginął pod Tewkesbury. Anna znalazła się wraz z matką w kościelnym azylu, dokąd udał się Ryszard prosząc ją o rękę. Król wyraził zgodę na to małżeństwo i ślub odbył się 12 lipca 1472 r. w Winchesterze. Wydaje się, że Ryszard i Anna tworzyli zgodną i szczęśliwą parę. Doczekali się razem jednego syna – Edwarda. Ryszard miał również co najmniej dwoje nieślubnych dzieci: Jana z Gloucester (ok. 1470–1491) i Katarzynę, która wyszła za 2. hrabiego Pembroke. Ich matką była najprawdopodobniej Katherine Haute, wspomniana w rejestrach dworu księcia Gloucester.

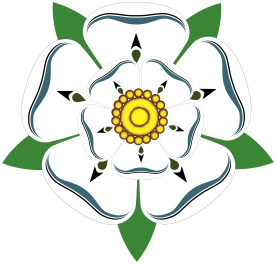
Biała róża Domu Yorków

Przez następne lata Ryszard rzadko pojawiał się na królewskim dworze. Ponownie rozpanoszyli się tam Woodville’owie, którzy za Ryszardem nie przepadali. Gloucester wraz z żoną zamieszkali w zamku Middleham. Ryszard zajmował się głównie sprawami północnych hrabstw i miasta York. Ryszard otrzymał od króla rozległe majątki ziemskie, czyniące go najpotężniejszym magnatem Anglii. Władza Ryszarda jako gubernatora Północy była jednak ograniczona, gdyż musiał się liczyć z możnym rodem Percych, hrabiów Northumberland, którzy posiadali w północnych hrabstwach rozległe majątki i nie mniejsze wpływy.
Ryszard sprawował zarząd nad ziemiami księstwa Lancaster na północ od rzeki Trent. Zarządem terenów północnych podzielił się w taki sposób, że hrabiemu Northumberland przypadły ziemie Northumberlandu, a Ryszardowi Cumberlandu i Westmorlandu. Ponadto Ryszardowi podlegało szkockie pogranicze. Książę wspierał również mieszkańców Yorku w sprawach ważnych (przywileje handlowe, działalność szkół) i drobniejszych (rozmieszczenie sieci rybackich na rzece Trent). W dowód wdzięczności mieszczanie przyjęli Ryszarda i jego żonę do Bractwa Bożego Ciała w 1477 r. Swoimi działaniami Ryszard zyskał sobie szacunek i oddanie mieszkańców Północy, które trwać będą nawet po jego śmierci.
W 1475 r. Ryszard towarzyszył Edwardowi w wyprawie przeciwko Francji. Wyprawa nie odniosła militarnych sukcesów, a Karol Burgundzki, który obiecał militarne wsparcie, wdał się w awanturę w Lotaryngii i nie przysłał posiłków. Edward rozpoczął wówczas rokowania z królem Francji Ludwikiem XI i zawarł traktat w Picquigny, w którym obiecywał wycofać się z Francji w zamian za wysoki okup i doroczne podarki. Ryszard sprzeciwiał się temu traktatowi, argumentując, że wysiłek, jaki Anglia poniosła na przygotowanie tej wyprawy, nie może pójść na marne. Jego głos nie został jednak wysłuchany. Po powrocie Ryszard wycofał się na Północ. W 1478 r. wstawił się jeszcze u króla Edwarda za księciem Clarence, który został oskarżony o zdradę. Naciskany przez Woodville’ów król wydał na Clarence’a wyrok śmierci. 18 lutego 1478 r. Clarence utopił się – albo został utopiony – w beczce małmazji.
Przez kolejne lata Ryszard zajmował się sprawami szkockimi. Wiosną 1480 r. odparł atak Szkotów na pogranicze. Na następny rok zaplanowano zakrojoną na szeroką skalę wyprawę na Szkocję. Na jej czele miał stanąć sam król. Latem 1481 r. flota dowodzona przez lorda Howarda wpłynęła do Firth of Forth, niszcząc wiele szkockich statków. Król jednak nie przybył na północ i Ryszard prowadził, z pewnymi sukcesami, wojnę nieregularną. W 1482 r. na dwór Edwarda IV przybył młodszy brat szkockiego króla Jakuba III, książę Albany, który został wygnany za spiskowanie przeciwko bratu. Edward zawarł z nim układ, w którym obiecywał wspierać jego dążenia do zdobycia szkockiej korony.
Latem 1482 r. ruszyła wielka wyprawa na północ. Ryszardowi towarzyszył książę Albany, którego tytułowano Aleksandrem IV. W lipcu zdobyto ważny pograniczny zamek Berwick-upon-Tweed. Król Jakub pomaszerował przeciwko Anglikom, ale został pojmany w Lauder przez zbuntowanych baronów. Ryszard maszerował tymczasem na północ i 31 lipca zajął Edynburg. Jego wojska rozlały się po kraju, paląc i niszcząc wszystko, co spotkały na swojej drodze. 2 sierpnia szkoccy baronowie poprosili o pokój. Wojna zakończyła się ostatecznie przyłączeniem Berwick do Anglii. Jakub III pozostał na tronie Szkocji.

## Lord protektor
9 kwietnia 1483 „z powodu obżarstwa, opilstwa i nadmiernego folgowania sobie z kobietami” zmarł król Edward IV. Jego dziedzicem został wówczas 12-letni Edward, który przebywał wówczas w zamku Ludlow w Marchiach Walijskich pod opieką swojego wuja, lorda Riversa, brata królowej Elżbiety. Król Edward ustanowił w testamencie księcia Gloucester jako lorda protektora i obrońcę Królestwa. Woodville’owie nie zamierzali honorować tego postanowienia testamentu i jako lorda protektora woleli widzieć lorda Riversa lub jego siostrzeńca, markiza Dorset, syna królowej Elżbiety z pierwszego małżeństwa. Na wieść o śmierci Edwarda Rivers zabrał swojego siostrzeńca i ruszył do Londynu, by szybko dokonać koronacji, uchwycić władzę i postawić Ryszarda przed faktami dokonanymi.
Wiadomość o śmierci Edwarda dotarła do Middleham w połowie kwietnia. Ryszard otrzymał również naglące go do pośpiechu listy od lorda Hastingsa, który chciał odsunąć Woodville’ów od władzy. Ryszard jednak przez długi czas nie reagował. Dopiero kiedy przybył doń jego odległy kuzyn, Henry Stafford, 2. książę Buckingham, który przyrzekł mu zbrojne wsparcie, Ryszard przystąpił do działania. Nie zwlekając, obaj wyruszyli w pogoni za orszakiem króla Edwarda V, by przejąć pieczę nad jego osobą. Z królewskim orszakiem spotkali się w Northampton. Rivers i towarzyszący mu sir Richard Grey (brat Dorseta) zostali 30 kwietnia aresztowani i osadzeni w Pontefract pod zarzutem planowania zabójstwa Edwarda V. 4 maja Ryszard wjechał z młodym królem do Londynu i umieścił go w Tower, gdzie 18 czerwca dołączył do niego młodszy brat, Ryszard Shrewsbury, książę Yorku. Ryszard przyjął tytuły Lorda Protektora i Przewodniczącego Rady.

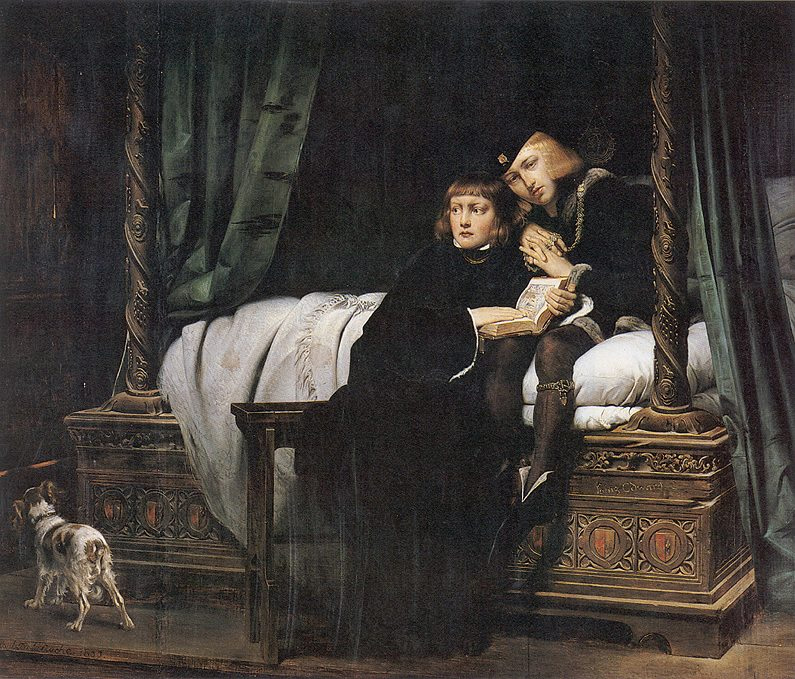
Książęta z Tower

Nastąpiła rozprawa ze stronnictwem Woodville’ów. Wielu jego członków zostało straconych (25 czerwca zostali ścięci m.in. Rivers, sir Richard Grey, szambelan sir Thomas Vaughan). Królowa wraz z córkami i markizem Dorset schroniła się w Opactwie Westminsterskim.
Ryszard przystąpił również do uhonorowania swoich stronników. Na swojej pierwszej Radzie nadał Hastingsowi komendę nad Calais i godność Lorda Wielkiego Szambelana. Protegowany Hastingsa, prawnik William Catesby, został kanclerzem Marchii Walijskich. Lord Dynham został namiestnikiem księstwa Kornwalii, lord Howard seneszalem księstwa Lancaster na południe od rzeki Trent, a hrabia Arundel wielkim łowczym we wszystkich lasach królewskich na południe od rzeki Trent. Buckingham otrzymał rozległe nadania ziemskie i godności w Marchiach Walijskich. Lord Lovell został wielkim cześnikiem i otrzymał dobra lenne Wallingford. Obdarowani zostali również siostrzeniec Ryszarda hrabia Lincoln, biskup Bath i Wells Robert Stilling oraz biskup St David Thomas Langton.
Wzrastające znaczenie Buckinghama oraz innych popleczników Ryszarda w Radzie zaniepokoiły Hastingsa. Kolejne działania Lorda Wielkiego Szambelana miały na celu osłabienie pozycji Ryszarda. W tym celu Hastings posunął się do przymierza z Woodville’ami, których wcześniej zawzięcie zwalczał. Do spisku przyłączyli się również inni członkowie Rady: lord Stanley, John Morton (biskup Ely, zawiedziony w swych nadziejach na otrzymanie stanowiska lorda tajnej pieczęci) i Thomas Rotherham (arcybiskup Yorku, wcześniej jeden ze stronników Woodville’ów). Ryszard dowiedział się o spisku i w piątek 13 czerwca na posiedzeniu Rady wprost oskarżył Hastingsa, Stanleya, Mortona i Rotherhama o zdradę. Oskarżeni próbowali się bronić, ale nie zostali wysłuchani. Stanley został osadzony w areszcie domowym, a Morton i Rotherham osadzeni w Tower. Cała trójka po kilku dniach odzyskała wolność, po czym Stanley i Rotherham pozostali doradcami króla, a lord Hastings został stracony 18 czerwca w Tower Green (choć historiografia Tudorów, poczynając od Johna Mortona, twierdziła, że Hastings został ścięty bez procesu, tego samego dnia, w którym go aresztowano, co stanowiłoby to rażące naruszenie prawa, gdyż Wielka Karta Swobód dawała każdemu prawo do procesu).
John Morton oskarżał również Ryszarda o szereg innych zbrodni, tj. o zamordowanie króla Henryka VI, księcia Clarence, Edwarda Westminstera i króla Edwarda V i jego brata w Tower, a także o zmuszenie Anny Neville do poślubienia siebie i jej zamordowanie, by następnie móc poślubić swoją bratanicę Elżbietę, oraz o oskarżenie Elżbiety Woodville o czary. Wiele z tych oskarżeń pojawiło się także w Historii Ryszarda III pióra Thomasa More’a, który należał do głównych oponentów króla i stale spiskował przeciwko niemu, aż w końcu musiał uciekać do Flandrii. Później przystał do Henryka Tudora i stał się jednym z jego głównych doradców.
Ryszard podjął próbę zdobycia korony dla siebie. 22 czerwca 1483 przed katedrą św. Pawła Ryszard ogłosił swoje pretensje do korony. Na posiedzeniu Parlamentu 25 czerwca zebrani usłyszeli od biskupa Bath i Wells, Roberta Stillingtona, że Edward, zanim poślubił Elżbietę Woodville, był już zaręczony z lady Eleonorą Talbot, co czyniło jego małżeństwo nieważnym, a dzieci z tego małżeństwa – bękartami bez praw do korony. Parlament uznał racje Ryszarda i pozbawił Edwarda V tronu. Edward i jego młodszy brat zostali osadzeni w Tower. Widziano ich jeszcze w lipcu 1483. Później słuch o nich zaginął.

## Król Anglii

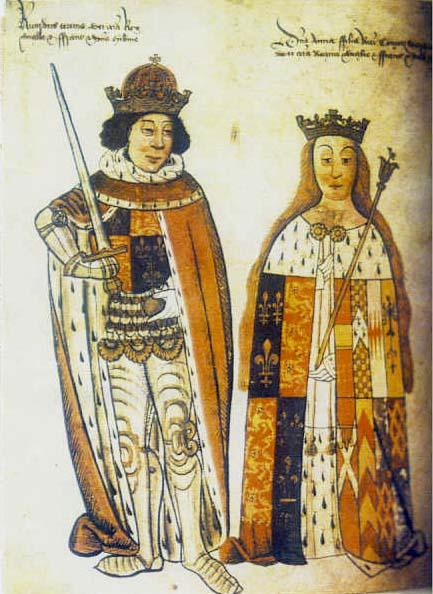
Ryszard III i Anna Neville

### Pierwsze miesiące panowania
Koronacja Ryszarda i Anny odbyła się w katedrze westminsterskiej 6 lipca 1483 r. Od razu po koronacji Ryszard poczynił nadania na rzecz swoich najwierniejszych stronników. 13 lipca przekazał Buckinghamowi resztę ziem hrabstwa Hereford, które po wygaśnięciu męskiej linii hrabiów przejął król Henryk IV Lancaster i których zwrotu od dawna domagała się rodzina Staffordów. Książę Norfolk uzyskał prawo do robienia zaciągów w 1/3 kraju. Northumberland został strażnikiem szkockiego pogranicza. Robert Brackenbury został mincerzem królewskim, zarządcą giełdy i komendantem Tower. Lord Lovell otrzymał godność Lorda Wielkiego Szambelana i wielkiego cześnika. Syn Ryszarda, Edward Middleham, został 19 lipca lordem namiestnikiem Irlandii.
Ok. 2 tygodnie po koronacji Ryszard wyruszył w swój pierwszy objazd kraju. Udał się do Windsoru, stamtąd wyruszył do Reading, gdzie przybył 23 lipca. Następnie udał się do Oksfordu, gdzie na jego życzenie urządzono dwie naukowe dysputy pomiędzy Johnem Taylorem i Williamem Grocynem. Dysputy te dotyczyły teologii i filozofii moralnej. Ryszard był zadowolony z tych dyskusji i obdarował Taylora jeleniem i 100 szylingami, a Grocyna jeleniem i 5 markami.
Następnie król spędził krótki czas w Woodstock, po czym powrócił do Oksfordu, gdzie zwiedził Uniwersytet. Kolejnymi przystankami króla były Cotswalds i Gloucester, gdzie król potwierdził przywileje miasta. Spotkał się tam również po raz ostatni z księciem Buckingham. Po pobycie w Gloucester Ryszard udał się do Tewkesbury, gdzie modlił się na grobach Clarence’a i Edwarda Westminstera. Opatowi Tewkesbury przekazał 310 funtów czynszów dzierżawczych z dóbr Clarence’a. Później król odwiedził Worcester. 8 sierpnia przybył do zamku Warwick, gdzie dołączyła do niego królowa Anna. Ryszard spotkał się również z posłem hiszpańskim, Gracfidiusem de Sasiolą, i zawarł traktat z Hiszpanią.
Kolejnymi etapami podróży Ryszarda były Coventry, Leicester i Nottingham. Król spędził tam po 2-3 dni. Dłużej zatrzymał się w Pontefract, gdzie dołączył do niego syn, chorowity Edward Middleham. 24 sierpnia został on mianowany księciem Walii. 30 sierpnia Ryszard wraz z rodziną oraz licznym orszakiem (w skład którego wchodzili m.in. biskup Worcesteru John Alcock, biskup Coventry John Hales, biskup Durham William Dudley, biskup St Asaph Richard Redman, biskup St David’s Richard Martin, książę Albany, hrabia Warwick, hrabia Northumberland, hrabia Surrey, hrabia Huntingdon, hrabia Lincoln, lord Stanley, lord Dudley, lord Morley, lord Scrope of Bolton, lord Lovell i wielu innych) wkroczył do Yorku. Mieszkańcy Yorku zgotowali swojemu królowi wspaniałe powitanie. Ryszard był tym tak ukontentowany, że zdecydował dokonać inwestytury swojego syna na księcia Walii właśnie w Yorku.
Ryszard przebywał w Yorku do połowy września 1483 r. Pod koniec sierpnia ustanowił na prośbę Rady dwie porządkowe komisje „Oyer and terminer”, jedną dla Londynu, jedną dla okolicznych hrabstw. Z Yorku król wyruszył z powrotem do Pontefract. 10 października przybył do Gainsborough. Następnie udał się do Lincoln. Tam otrzymał wieści o rebelii swojego dotychczasowego wiernego stronnika, księcia Buckingham.

### Trudna jesień 1483

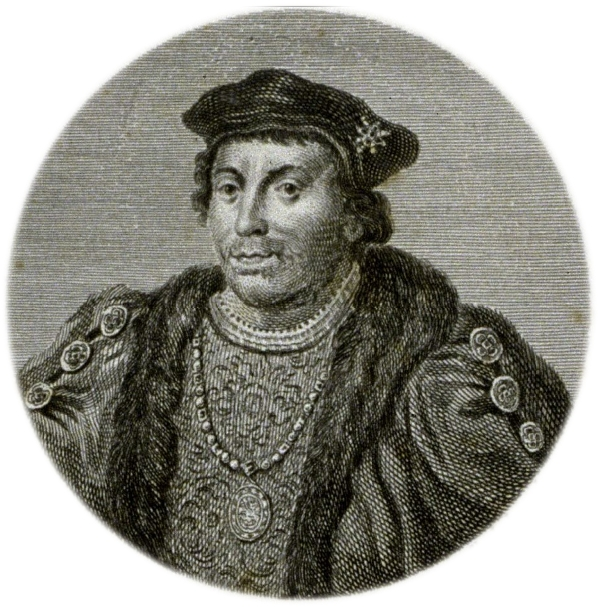
XVIII-wieczny wizerunek Henry’ego Stafforda, 2. księcia Buckingham

Niepokoje w południowych hrabstwach rozpoczęły się już latem 1483 r. Wywoływali je dawni stronnicy Domu Lancasterów, zwłaszcza członkowie rodziny Courtenay'ów – Peter, biskup Exeteru, i Edward, który ze swojego zamku w Devon siał niepokoje w okolicy. Na wieść o rozruchach uaktywnił się w Yorkshire markiz Dorset, który uciekł z azylu westminsterskiego. Ruszył on rychło na południe, do Wiltshire, gdzie wspólnie ze swoim wujem, Lionelem, biskupem Salisbury, rozpoczął podburzanie mieszkańców diecezji. W Kencie i Surrey działał krewny byłego stronnika Lancasterów, Richard Guildford.
Rebelia nabrała rozmachu we wrześniu 1483 r., kiedy poparcie dla niej ogłosił książę Buckingham. Stafford, mimo iż obsypywany przez Ryszarda zaszczytami, miał ambicje o wiele większe. Kiedy Ryszard ruszał w podróż po kraju, powierzył mu pieczę nad biskupem Mortonem. Ten szybko uzyskał wielki wpływ na ambitnego księcia, roztaczając przed nim wizję nowych zaszczytów i godności, jakich może doświadczyć pod rządami konkurenta Ryszarda do tronu, Henryka Tudora, 2. hrabiego Richmond. Przebywał on od 1471 r. na wygnaniu we Francji. Po śmierci Henryka VI i Edwarda, syna Henryka VI, stronnicy Lancasterów uznali go za prawowitego dziedzica tronu. Prawa do tronu Henryka były bardzo nikłe. Poprzez matkę, Małgorzatę Beaufort, wywodził się od nieślubnych potomków Jana z Gandawy, przyrodnich braci pierwszego króla z dynastii Lancasterów, Henryka IV. Beaufortowie zostali jednak odsunięci od dziedziczenia tronu aktem Parlamentu z 1407 r. Dlatego Henryk, aby wzmocnić swoje pretensje do korony i zyskać przychylność chociaż części stronnictwa Yorków, ogłosił, że poślubi Elżbietę, najstarszą córkę Edwarda IV.
Po zapoznaniu się z informacjami 15 października Ryszard III ogłosił Buckinghama zdrajcą i buntownikiem. 18 października Buckingham rozpoczął działania wojenne. Rychło spostrzegł, że przez własne ambicje i intrygi wpadł w pułapkę. Jego działania nie spotkały się z tak szerokim odzewem, jak sądził. Zawiodło również współdziałanie z buntownikami z innych części kraju. 24 października Ryszard uspokojony wieściami od Norfolka, że Londyn jest bezpieczny, wyruszył na czele swoich wojsk do Coventry. Wieści o marszu Ryszarda sprawiły, że stronnicy Buckinghama utracili wolę walki. Kiedy 28 października Ryszard przybył do Salisbury, rebelia praktycznie wygasła.
Jeszcze wcześniej Buckingham porzucił przegraną sprawę i uciekł z terenu walk. Ukrył się u swojego dawnego służącego, Ralfa Bannestera. Ten jednak przestraszył się, że musi ukrywać buntownika i doniósł o miejscu pobytu księcia szeryfowi Shropshire. Ten aresztował Buckinghama i 2 listopada przyprowadził go do Salisbury. Ryszard nie chciał słuchać usprawiedliwień księcia, który po szybkim procesie został ścięty jeszcze tego samego dnia na rynku w Salisbury. 25 listopada Ryszard powrócił do Londynu. Większość dóbr Buckinghama przypadła lordowi Stanleyowi, który został również konstablem Anglii.

### Polityka zagraniczna i wewnętrzna Ryszarda w 1484
Zimę z 1483 na 1484 r. Ryszard spędził w Londynie. Na morzu trwały walki ze stronnikami Henryka Tudora. Tudor przebywał w Bretanii, na dworze księcia Franciszka II. Od początku swojego panowania Ryszard dążył do porozumienia z Franciszkiem, ale książę zajmował niezdecydowane stanowisko. Ryszard przedsięwziął więc kroki uderzające w bretońską żeglugę. Działania morskie prowadzone na wiosnę 1484 r. sprawiły, że Bretończycy stali się bardziej skłonni do rozmów. Dodatkowy wpływ na to miał atak choroby psychicznej u Franciszka. Rządy w jego imieniu sprawował jego skarbnik i pierwszy minister, Pierre Landois, znienawidzony przez bretońską szlachtę. Jego słaba pozycja również sprzyjała szybkim rokowaniom. Zakończyły się one traktatem podpisanym 18 czerwca, w którym Landois przystawał na warunki Ryszarda i obiecywał otoczyć ściślejszą opieką Henryka Tudora.
Rok 1484 r. to również czas zakończenia wojen ze Szkocją. Już latem 1483 r. król Jakub III podjął pewne kroki mające na celu zawarcie traktatu pokojowego, ale zostały one storpedowane przez szkockich wielmożów. Dopiero nieudana ofensywa latem 1484 r. i zniszczenie szkockiej floty sprawiły, że 14 września obie strony podpisały traktat w Nottingham. Na jego mocy następca szkockiego tronu, książę Jakub, miał poślubić siostrzenicę Ryszarda, Annę de la Pole. Obie strony miały prawo umieścić na traktacie imiona swoich „przyjaciół”. Ryszard wymienił w tym miejscu króla Aragonii Ferdynanda II Katolickiego, króla Portugalii Jana II Doskonałego, arcyksięcia Maksymiliana Habsburga i jego syna Filipa oraz Franciszka Bretońskiego. Jakub również wymienił księcia Bretanii, a ponadto króla Francji Karola VIII i króla Danii Jana I.
Nie udało się natomiast Ryszardowi zawrzeć porozumienia z Francją. Regencję w imieniu 14-letniego króla Karola VIII sprawowała jego siostra, Anna de Beaujeu i jej mąż Piotr II de Bourbon. Przeciwko nim występowała jednak frakcja wielmożów związana z królewskim kuzynem, Ludwikiem, księciem Orleanu. Skonfliktowany dwór francuski nie odpowiadał na próby nawiązania rozmów podejmowane przez wysłanników króla Anglii.
W polityce wewnętrznej Ryszard otaczał się doradcami rekrutującymi się z niższych warstw społecznych i duchowieństwa. Jego najbliższymi współpracownikami byli: lord kanclerz John Russell, lord tajnej pieczęci John Gunthorp, biskup St David a następnie Salisbury, Thomas Langton, skarbnik kamery królewskiej i kapelan Ryszarda Edmund Chaderton, arcybiskup Yorku Thomas Rotherham, biskup Worcesteru John Alcock, biskup St Asaph Richard Redman, biskup Bath i Wells Robert Stillington, naczelny archiwariusz Thomas Barowe, magister Thomas Hutton, osobisty sekretarz John Kendall, William Catesby, sir Richard Radcliffe, rzecznik królewski Thomas Lynom, naczelny prokurator Morgan Kidwelly, skarbnik urzędu skarbu lord Audley, Lord Wielki Szambelan lord Lovell, marszałek dworu lord Stanley i lord Scrope of Bolton. Ponadto zaufanymi ludźmi Ryszarda byli sir James Tyrell (koniuszy i ochmistrz paziów), sir Robert Brackenbury (komendant Tower) i Edward Brampton.
W marcu 1484 r. Ryszard wyruszył w kolejną podróż po kraju. Z Londynu udał się do Cambridge, gdzie gościł na tamtejszym Uniwersytecie. Następnie udał się do Buckden, a stamtąd do Nottingham. Tam otrzymał wiadomość, że 9 kwietnia 1484 r. zmarł jego jedyny syn Edward. Przed bezdzietnym królem stanął problem wyboru następcy. Jedyny męski przedstawiciel dynastii Plantagenetów, bratanek Ryszarda, hrabia Warwick, był jeszcze dzieckiem, w dodatku opóźnionym w rozwoju. Wybór króla padł więc na jego siostrzeńca, hrabiego Lincoln, który 21 sierpnia otrzymał urząd lorda namiestnika Irlandii. W lipcu stanął również na czele Rady Północy, która miała zarządzać północnymi ziemiami Anglii.
Niecały rok później, pod koniec marca 1485 r., również w zamku Nottingham, Ryszard otrzymał wieść o śmierci swojej żony (nastąpiła ona 16 marca). Zamek Nottingham został więc nazwany przez króla „zamkiem jego żałoby”.

### Sprawa pretendenta
Sen z powiek Ryszarda spędzała również sprawa Henryka Tudora. Jego powrót do Anglii starano się zsynchronizować z działaniami Buckinghama jesienią 1483 r., ale flota Tudora nie wyszła w morze z powodu złej pogody. Aby wzmocnić swoje słabe pretensje do tronu, 25 grudnia 1483 r. przed ołtarzem katedry w Rennes Henryk uroczyście zaprzysiągł, że po zdobyciu korony ożeni się z najstarszą córką Edwarda IV, Elżbietą. Jego matrymonialne plany uległy komplikacji na wiosnę 1484 r., kiedy Ryszard nakłonił Elżbietę Woodville, która wraz z córkami przebywała wciąż w azylu westminsterskim, aby opuściła katedrę. Królowa-wdowa dała się przekonać. Po śmierci Anny pojawiły się pogłoski, że Ryszard ma zamiar poślubić Elżbietę. Nie ma na to jednak żadnych dowodów. Ta groźba mocno jednak przestraszyła Tudora.
Jego sytuacja uległa pogorszeniu po angielsko-bretońskim porozumieniu z 18 czerwca 1484 r. Henryk został o tym powiadomiony przez Johna Mortona, który przybywał na wygnaniu we Flandrii. Przybył on do Henryka, który razem ze swoimi stronnikami uciekł z Bretanii na dwór króla Francji. Tam uzyskał poparcie Karola VIII i pary regentów. Ryszard dopiero zimą z 1484 na 1485 r. wydał dekrety piętnujące pretendenta i jego stronników. Na początku 1485 r. na kontynent uciekł hrabia Oxford, jeden z najważniejszych lancasterskich stronników. Wywołało to nową falę antylancasterskich dekretów króla Ryszarda.

## Bitwa pod Bosworth

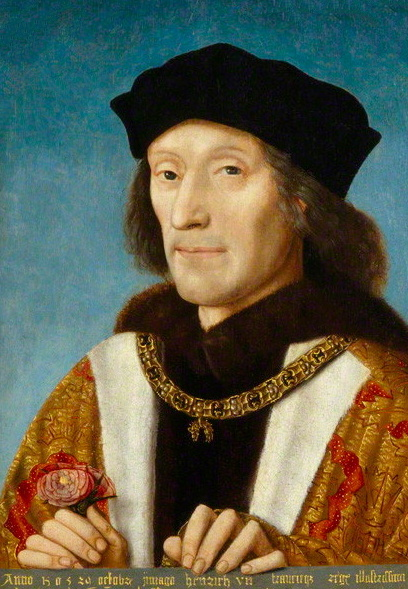
Henryk Tudor, 2. hrabia Richmond, pretendent

W połowie maja 1485 r. Ryszard opuścił Londyn i w towarzystwie Kendalla, Catesby’ego i Stanleya udał się do Windsoru. Stamtąd wyruszył do Nottingham. 11 sierpnia goniec przyniósł mu wieść o lądowaniu Henryka Tudora w Walii.
Tudor wylądował 7 sierpnia 1485 r. w Milford Haven na czele niewielkich oddziałów, składających się głównie z francuskich najemników. Towarzyszyli mu jego dwaj najwierniejsi stronnicy – stryj Jasper Tudor, hrabia Pembroke i John de Vere, hrabia Oxford, obydwaj doświadczeni żołnierze i dowódcy. Rodzina Tudorów wywodziła się z Walii, więc Henryk spodziewał się zdobyć tam spore poparcie. Przedstawiając sam siebie jako potomek dawnych walijskich królów i przyjmując sztandar z czerwonym walijskim smokiem, Henryk rzeczywiście uzyskał spore poparcie w Walii i zanim przybył do Midlands, dysponował już 5-tysięczną armią. Król Ryszard maszerował przeciw niemu na czele 8000 żołnierzy. Wynik bitwy zależał jednak od operującej w pobliżu trzeciej armii lorda Stanleya i jego brata, sir Williama. Obiecali oni pomoc zarówno królowi Ryszardowi, jak i Henrykowi Tudorowi. Ponadto Ryszard nie ufał do końca dowódcy swojej straży tylnej, hrabiemu Northumberland.
19 sierpnia Ryszard znalazł się w Leicesterze. Spotkanie obu armii nastąpiło 21 sierpnia na polach pod wsią Bosworth. Bitwa rozegrała się następnego dnia. O świcie starły się straże przednie obu armii dowodzone przez lorda Oxforda po stronie Lancasterów i księcia Norfolk po stronie Yorków. Bitwa początkowo była wyrównana, ale kiedy Norfolk został zabity, linia Yorków zaczęła się chwiać. Ryszard wezwał wówczas Northumberlanda, aby ten wsparł go ze świeżymi siłami, ale ten odmówił. Przestraszony Catesby zaapelował do króla, aby uciekł, póki czas. Król odrzucił sugestie Catesby’ego i zdecydował się poprowadzić frontalny atak na orszak Henryka Tudora.
Ryszard od samego początku bitwy kazał wybranym ludziom wypatrywać w szeregach przeciwnika Henryka Tudora. Jeden z nich pokazał królowi rycerza stojącego pod sztandarem z czerwonym smokiem. Kiedy podjechał doń inny rycerz i mu się ukłonił, przypuszczenia potwierdziły się. Ryszard ruszył więc na jego straż przyboczną. W szarży towarzyszyli mu Radcliffe, sir James Harrington, sir Marmaduke Constable, sir Thomas Burg, sir Ralf Assheton, sir Thomas Dillington, John Sapcote, bracia Humphrey i Thomas Staffordowie, John Kendall, Robert Brackenbury, lord Lovell i sir Robert Percy.
Widok zbliżającego się Ryszarda wywołał zamieszanie w orszaku Tudora. Stronnicy Lancasterów zwarli szeregi i ruszyli na orszak Ryszarda. Na czoło wysunął się słynny z tuszy i wzrostu sir John Cheyney. Ryszard obalił go jednak jednym ciosem topora. Oba oddziały starły się ze sobą. Ryszard uporczywie wyrąbywał sobie drogę do Tudora. Henryk przeżywał ciężkie chwile. Obawiał się starcia z Ryszardem, ale nie mógł okazać paniki, gdyż spowodowałaby ona panikę w armii i klęskę jego sławy. Kiedy Ryszard zabił chorążego Tudora, sir Williama Brandona, wydawało się, że już nic nie uratuje Henryka. Wtedy do bitwy zdecydował włączyć się lord Stanley. Ostatecznie opowiedział się po stronie Henryka Tudora.
Jazda Stanleya zaatakowała niewielki oddział Ryszarda, który zginął, przeszyty ok. 12 ostrzami. Przed śmiercią władca wydawał z siebie okrzyki Zdrada, zdrada! Według innych źródeł, Ryszard miał zginąć od ran zadanych toporem.
John Sponer przyniósł wieść o śmierci króla do Yorku. Na zebraniu Rady Miasta ogłosił, że król Ryszard, miłościwie nam panujący, został bezlitośnie ubity i zamordowany ku ciężkiej żałobie miasta tego.
Śmierć króla oznaczała koniec starcia. Armia yorkistów uciekła albo poddała się zwycięzcy. Lord Stanley, lub jego brat, zdjął z głowy Ryszarda pogiętą koronę i wśród wiwatów wojska nałożył ją na głowę Henryka Tudora. Hołd nowemu monarsze przybył również oddać hrabia Northumberland. Ciało Ryszarda odarto ze zbroi i przerzucono przez konia z powrozem u szyi. W ten sposób zwycięzcy wprowadzili go do miasta Leicester.
Ryszard był jednym z trzech (i ostatnim) z królów Anglii, który zginął w bitwie. Henryk Tudor zajął Londyn i został okrzyknięty królem jako Henryk VII, założyciel nowej dynastii.

## Odnalezienie szczątków

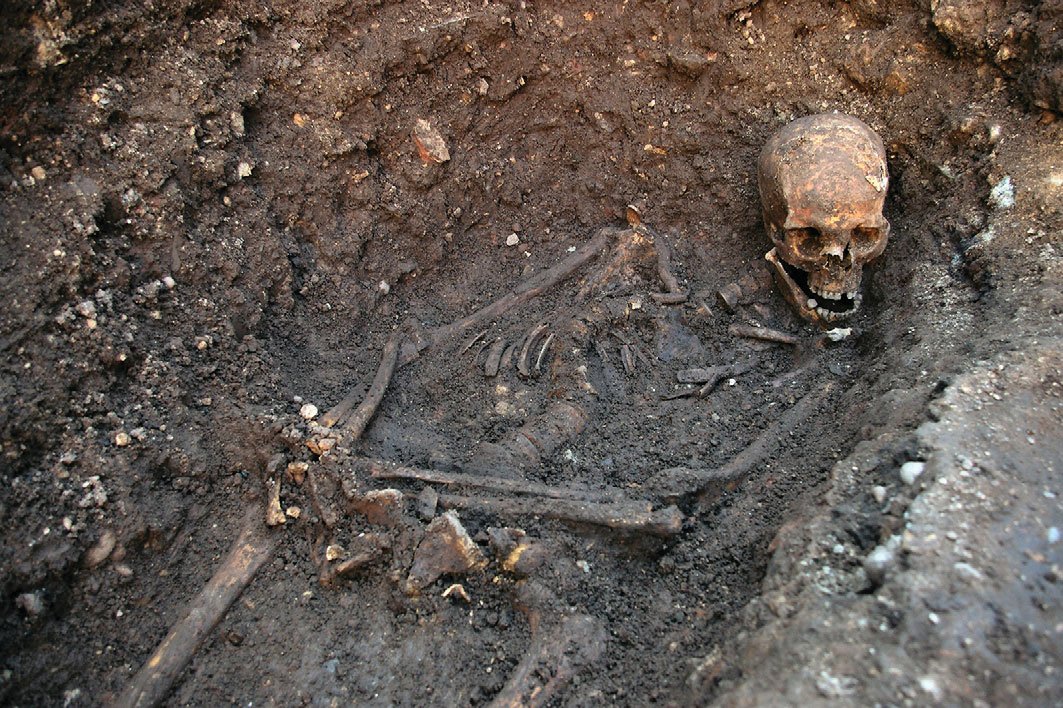

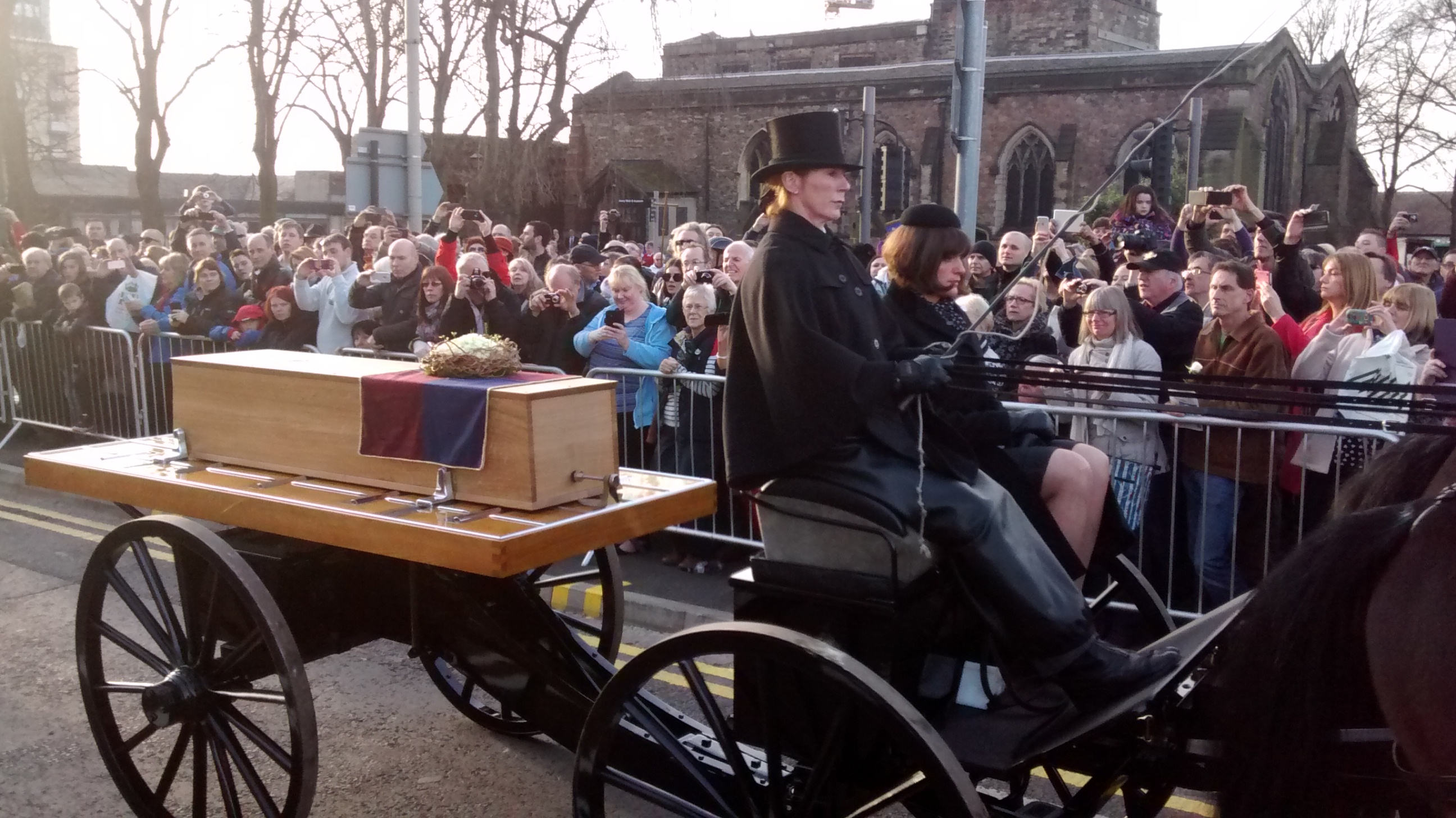
Trumna ze szczątkami Króla Ryszarda III

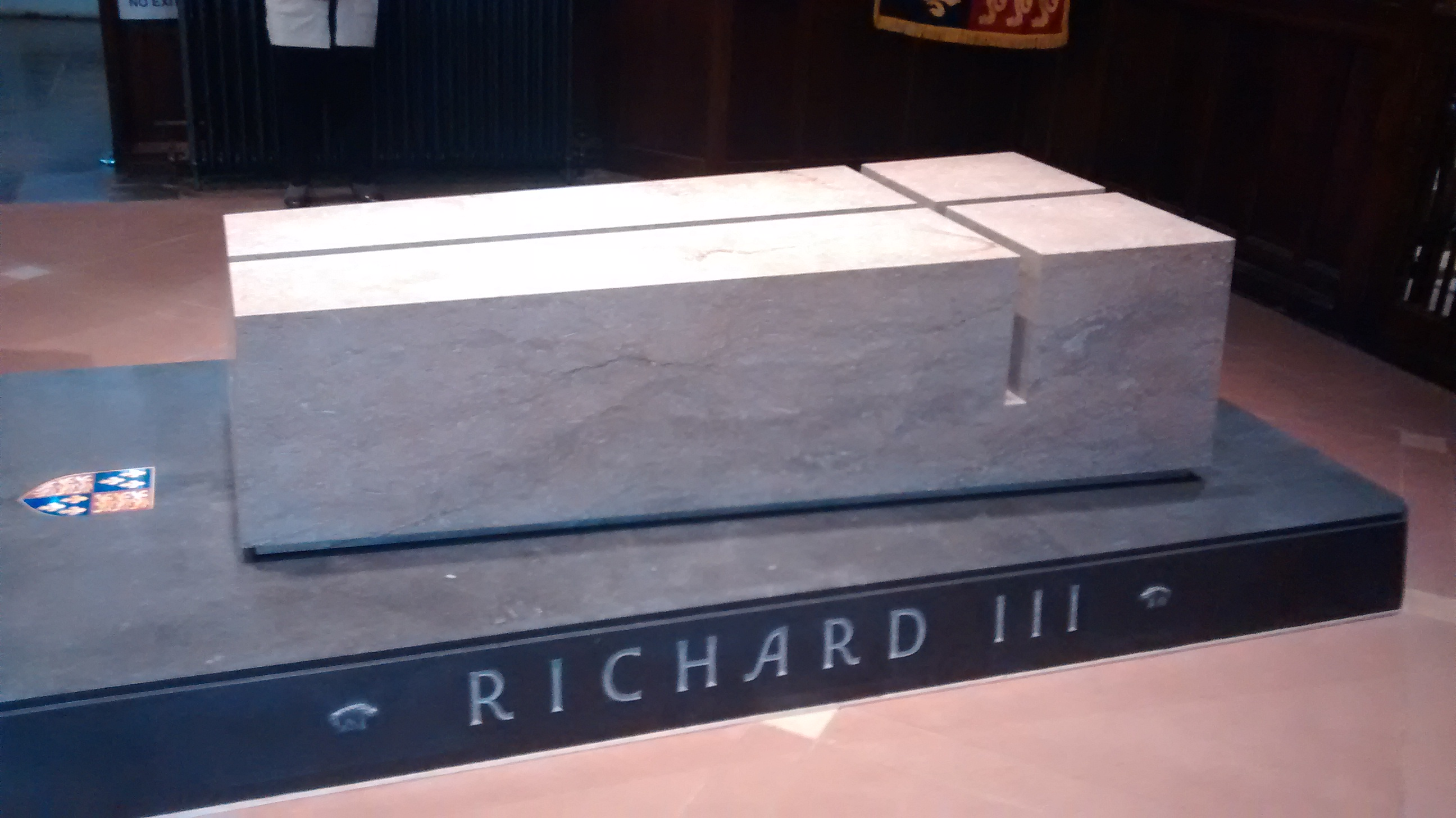
Sarkofag Ryszarda III

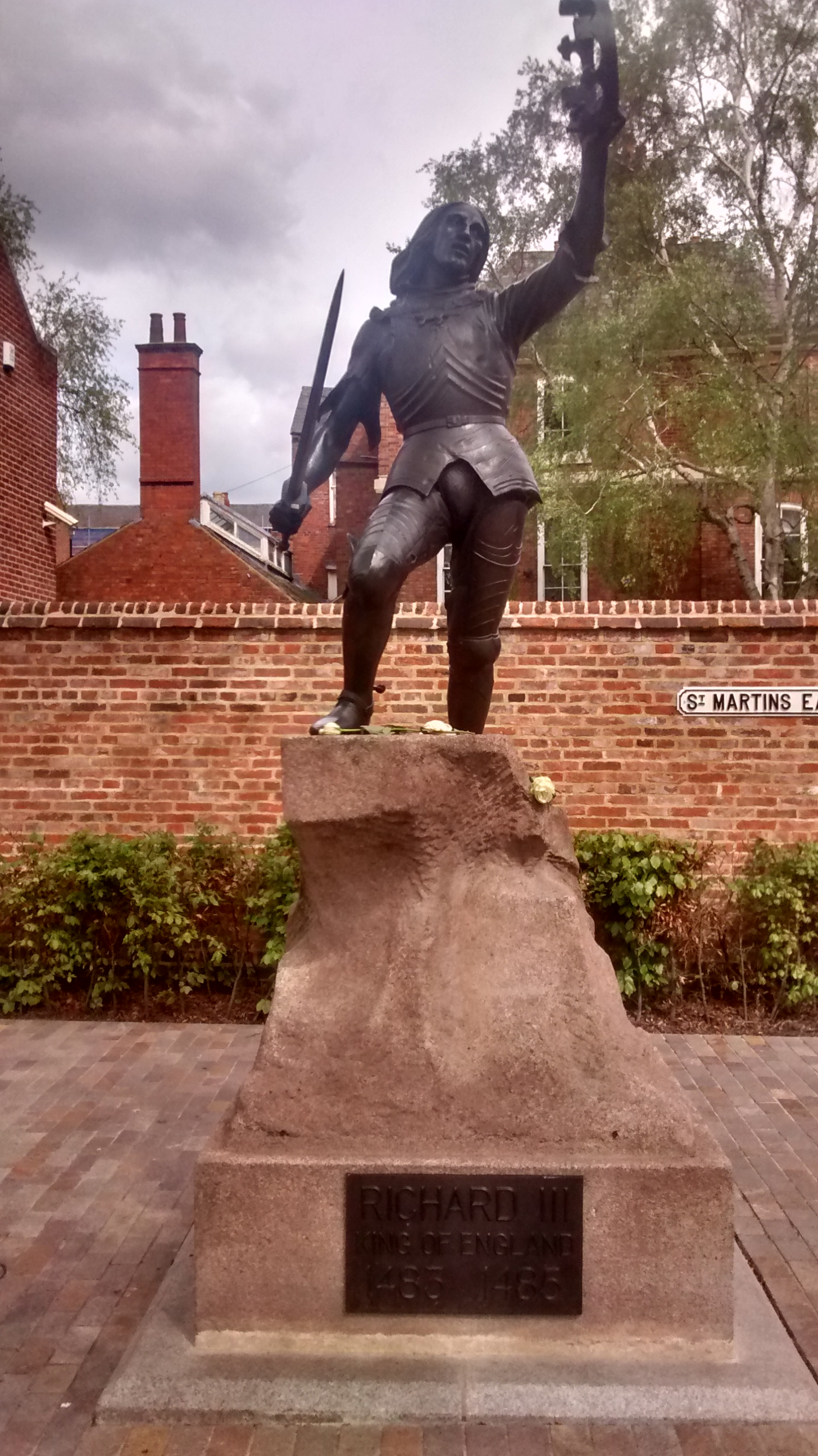
Pomnik Ryszarda III przy Katedrze Św. Marcina w Leicesterze

Ciało króla zostało pochowane w miejscowym klasztorze franciszkanów, zburzonym w 1538 roku. Dokładne miejsce pochówku króla zostało zapomniane. W 2012 r. naukowcy ocenili, że powinno się ono znajdować pod miejskim parkingiem, ponieważ była to w ostatnich wiekach jedyna niezabudowana duża przestrzeń w centrum miasta. Resztki kościoła i królewskie kości odkryto już po kilku dniach prac.
Podstawową metodą badawczą zastosowaną przez archeologów było datowanie radiowęglowe. Wynikło z niego, że mężczyzna zmarł pod koniec XV lub na samym początku XVI w. W momencie śmierci miał ok. 30 lat. Dane te pasowały do Ryszarda III, który zmarł w 1485 r. w wieku 32 lat. Badania wykazały też, że zmarły odżywiał się przede wszystkim owocami morza, co wskazywało na to, że pochodził z bardzo bogatego rodu. Według naukowców, DNA pobrane ze znalezionych kości pasowało do DNA Kanadyjki Joy Ibsen, bezpośredniej potomkini siostry króla w linii żeńskiej. Od Ryszarda III dzieli ją 17 pokoleń. Szkielet zachował ślady licznych obrażeń odniesionych w walce. Ostrze, najprawdopodobniej halabardy, ucięło kawałek czaszki z tyłu głowy króla. Na czaszce znaleziono także siedem innych obrażeń zadanych Ryszardowi w dniu śmierci. Był on, według archeologów, niezwykle wątłej, niemal kobiecej budowy ciała.
Badania prowadzone po znalezieniu w 2012 roku szkieletu Ryszarda III wykazały, że cierpiał on na skoliozę (skrzywienie boczne kręgosłupa), a nie kifozę (łukowate wygięcie kręgosłupa w stronę grzbietową – garb), jak to opisuje William Szekspir w sztuce Ryszard III.
26 marca 2015 roku odbyła się ceremonia powtórnego pochówku. Szczątki króla złożono w Katedrze Św. Marcina w Leicesterze, w obecności członków rodziny królewskiej, dygnitarzy i przywódców religijnych. Uroczystości pogrzebowe miały charakter ekumeniczny, anglikańsko-katolicki, ponieważ do rozłamu kościoła w Anglii doszło już po śmierci króla. Liturgii przewodniczyli anglikański arcybiskup Canterbury, Justin Welby i katolicki prymas Anglii i Walii, kard. Vincent Nichols.

## Pamięć o Ryszardzie

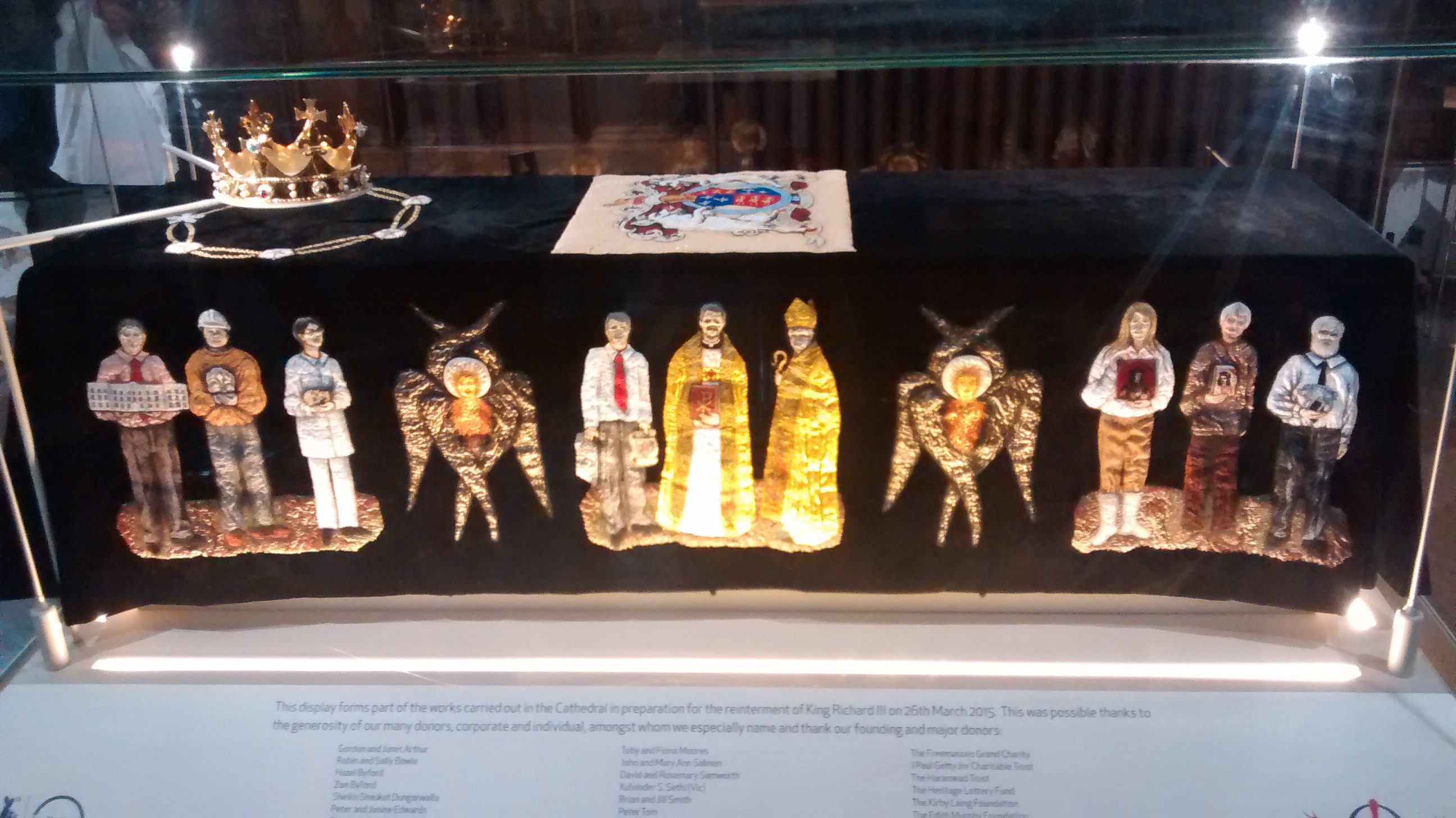
Insygnia Króla Ryszarda III w Katedrze Leicester

Historycy związani z dworem Tudorów (np. Thomas More i Polidoro Vergilio) oczerniali Ryszarda, przypisując mu ogromne zbrodnie i czyniąc go, tak, jak to zrobił William Szekspir w swojej sztuce Ryszard III, ucieleśnieniem wszelkiego zła. Jednak w XVII w. pojawiły się próby rehabilitacji postaci Ryszarda. Przybrały one na sile w XIX i XX w., kiedy to powstało szereg stowarzyszeń mających na celu obronę postaci Ryszarda. Są to m.in. Stowarzyszenie Przyjaciół Króla Ryszarda III czy Towarzystwo Ryszarda III.
W 2002 r. Ryszard III znalazł się na liście 100 najwybitniejszych Brytyjczyków w historii magazynu BBC.

## Ryszard III w kulturze

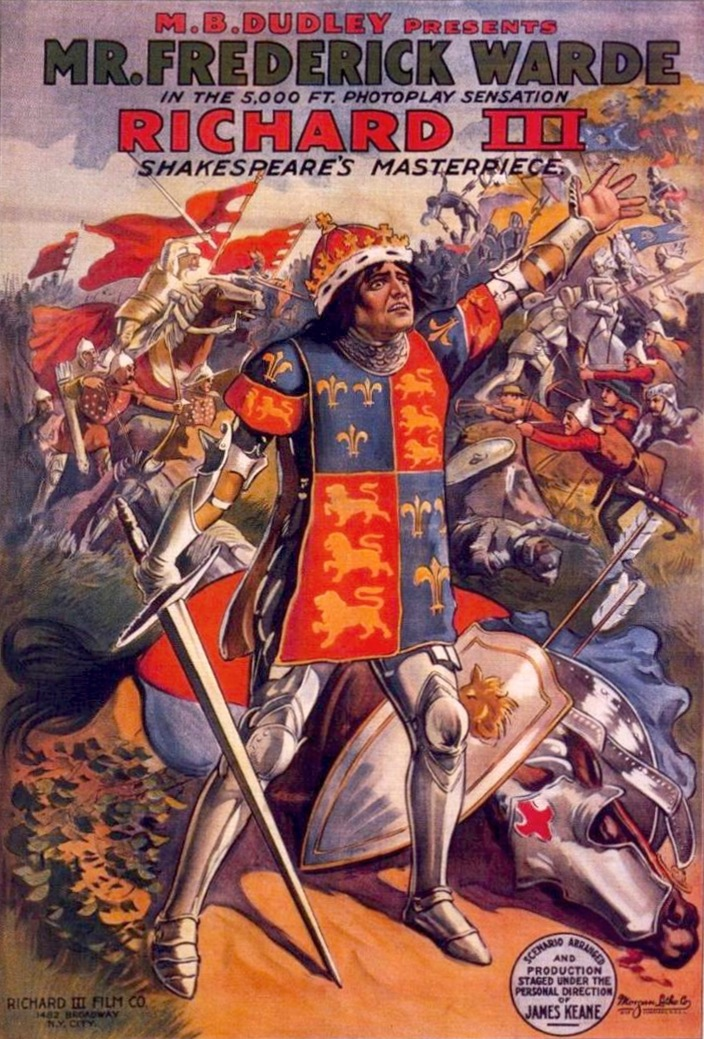
Plakat z 1912 r. Reklamuje film Richard III z tego samego roku.

### Teatr i kino
- Sztuka Williama Shakespeare’a Ryszard III (z niej pochodzą słynne słowa wypowiadane przez króla pod Bosworth Konia! Konia! Królestwo za konia!).
- Amerykańska ekranizacja sztuki Shakespeare’a z 1912 r. z Frederickiem Wardem w roli Ryszarda.
- Ekranizacja sztuki Shakespeare’a dokonana w 1955 r. przez sir Laurence’a Oliviera, który wcielił się również w postać Ryszarda. W pozostałych rolach wystąpili: sir Cedric Hardwicke (król Edward IV), sir John Gielgud (książę Clarence), Paul Huson[5] (król Edward V), Andy Shine (książę Yorku), Helen Haye (Cecylia Neville), Pamela Brown (Jane Shore), sir Ralph Richardson (książę Buckingham)[6], Alec Clunes (lord Hastings), Laurence Naismith (lord Stanley), Mary Kerridge (królowa Elżbieta), Clive Morton (lord Rivers), Dan Cunningham (Richard Grey), Douglas Wilmer (lord Dorset), Claire Bloom (Anna Neville), Stanley Baker (Henryk Tudor), Andrew Cruickshank (Robert Brackenbury), Norman Wooland (William Catesby), Esmond Knight (Richard Ratcliffe), John Laurie (lord Lovell), Patrick Troughton (James Tyrell), John Phillips (książę Norfolk) i inni. Film otrzymał nagrodę Złoty Glob w kategorii najlepszy film anglojęzyczny w 1957 r. oraz Srebrnym Niedźwiedziem na Międzynarodowym Festiwalu Filmowym w Berlinie. Olivier został za rolę Richarda nominowany do Oscara w kategorii najlepszy aktor pierwszoplanowy.
- Ekranizacja sztuki Shakespeare’a dokonana w 1995 r. przez Richarda Loncraine’a. W postać Ryszarda wcielił się Ian McKellen. W pozostałych rolach wystąpili: Annette Bening (królowa Elżbieta), Jim Broadbent (książę Buckingham), Robert Downey Jr. (lord Rivers), Nigel Hawthorne (książę Clarence), Kristin Scott Thomas (Anna Neville), John Wood (król Edward IV), Maggie Smith (Cecylia Neville), Jim Carter (lord Hastings), Edward Hardwicke (lord Stanley), Adrian Dunbar (James Tyrell), Dominic West (Henryk Tudor), Roger Hammond (arcybiskup), Tim McInnerny (William Catesby), Bill Paterson (Richard Radcliffe), Marco Williamson (król Edward V), Edward Jewesbury (król Henryk VI), Christopher Bowen (Edward Westminster), Matthew Groom (książę Yorku), Kate Steavenson-Payne (Elżbieta York), Donald Sumpter (Robert Brackenbury) i inni. Akcję sztuki umieszczono w latach 30. XX w., w faszystowskiej Anglii, a postać Ryszarda nawiązywała do Adolfa Hitlera.
- Tower of London z 1939 r. w reżyserii Rowlanda Lee. W postać Ryszarda wcielił się Basil Rathbone.
- Tower of London z 1962 r. w reżyserii Rogera Cormana. W postać Ryszarda wcielił się Vincent Price.
- Zaginiony król (The Lost King) – dramat fabularny z 2022 r. prod. Wielka Brytania, reżyseria Stephen Frears,

### W literaturze
- Robert Louis Stevenson, Czarna strzała, ISBN 978-83-7389-243-9, powieść dla młodzieży dotycząca Wojny Dwóch Róż, kilka wydań w Polsce
- Sharon Kay Penman, Słońce w chwale, (wydawana w Polsce jako trylogia, t.1 Słońce w chwale, t.2 Władca Północy, t.3 w przygotowaniu)
- Anne Easter Smith, A Rose for the Crown, historia kochanki Ryszarda i matki jego nieślubnych dzieci
- Sandra Worth, The Rose of York: Love & War z 2003 r., Wojna Dwóch Róż z perspektywy Ryszarda
- Josephine Tey, Córka czasu, ISBN 83-85130-06-3
- Aya Kanno, „Requiem króla róż”, manga na podstawie wydarzeń z okresu Wojny Dwóch Róż i twórczości Shakespeare’a

### Telewizja
- Serial komediowy Czarna Żmija produkcji BBC przedstawia alternatywną historię Ryszarda III: po wygraniu bitwy pod Bosworth, chciał zabrać, jak się wydawało, bezpańskiego konia, by wrócić do domu (a nie – by uciec). Tytułowy bohater, Edmund, bratanek króla, książę Edynburga, omyłkowo odciął mu głowę, zanim rozpoznał wuja (ten przed śmiercią wypowiada żartobliwie słynne: Królestwo za konia). Królem został fikcyjny Ryszard IV, za którego panowania toczy się serial, a prawdziwy Henryk VII Tudor dopiero po jego śmierci. W postać Ryszarda wcielił się Peter Cook. Henryk Tudor został jednak królem, bo dynastia Yorków w późniejszych odcinkach nie uniknęła tragedii.
- Serial historyczny The White Queen w bazie IMDb (ang.). W Ryszarda III wcielił się Aneurin Barnard.
- W jednym z odcinków serii Latający Cyrk Monty Pythona, śmierć Ryszarda uplasowała się na drugim miejscu w programie „Przegląd historycznych śmierci”, prowadzonym przez Wolfganga Amadeusza Mozarta.
- W brytyjskim serialu dla dzieci Horrible Histories Ryszarda zagrał Jim Howick. W jednym z odcinków śpiewa piosenkę, o tym, że jego życiorys został w większości sfałszowany i naprawdę nie był taki zły, jak o nim mówią, a także nie miał garba na plecach.